# 501 Urhixidur
501 Urhixidur је астероид главног астероидног појаса. Приближан пречник астероида је 77,44 km,
а средња удаљеност астероида од Сунца износи 3,164 астрономских јединица (АЈ).
Инклинација (нагиб) орбите у односу на раван еклиптике је 20,818 степени, а орбитални период износи 2056,460 дана (5,630 година). Ексцентрицитет орбите астероида износи 0,140.
Апсолутна магнитуда астероида износи 8,90 а геометријски албедо 0,081.
Астероид је откривен 18. јануара 1903. године.